# Френсис Герберт Бредлі
Френсис Герберт Бредлі (англ. Francis Herbert Bradley; 1846—1924) — англійський філософ-ідеаліст, очільник школи абсолютного ідеалізму (британське неогегельянство). Найбільш відома робота «Явище і дійсність» (1893). Почесний член Британської академії (1923).
Народився в сім'ї пастора. Студент (навчався в 1865-70 рр.) і потім викладач Оксфордського університету. Ніколи не одружувався. Вів спосіб життя кабінетного вченого, майже затворника.

## Життя
Бредлі народився в Клепгемі, Суррей, Англія (тепер частина Великого Лондона). Він був дитиною Чарльза Бредлі, євангельського англіканського проповідника, та Емми Лінтон, другої дружини Чарльза. A. C. Бредлі був його братом. Здобувши освіту в коледжах Челтнем і коледжі Мальборо, у підлітковому віці він прочитав частину «Критики чистого розуму» Іммануїла Канта. У 1865 році він вступив до Оксфордського університетського коледжу. У 1870 році він був обраний стипендіатом Оксфордського Мертон-коледжу, де залишався до своєї смерті в 1924 році. Бредлі похований на кладовищі Холівелл в Оксфорді.
За своє життя Бредлі був шанованим філософом і неодноразово отримував почесні ступені. Він був першим британським філософом, нагородженим орденом «Заслуг». Його стипендія в коледжі Мертон не передбачала жодних викладацьких завдань, тому він міг продовжувати писати. Він був відомий своїм неплюралістичним підходом до філософії. Його світогляд становив моністичну єдність, що долала поділ між логікою, метафізикою та етикою. Його власні погляди послідовно поєднували монізм з абсолютним ідеалізмом. Хоча Бредлі не вважав себе гегелівським філософом, його власна філософія була натхненна діалектичним методом Георга Вільгельма Фрідріха Гегеля та містила його елементи.

## Філософія
Бредлі відкидав утилітаристські та емпіричні напрями в британській філософії, представлені Джоном Локом, Девідом Юмом і Джоном Стюартом Міллем. Натомість Бредлі був провідним членом філософського руху, відомого як британський ідеалізм, який перебував під сильним впливом Канта та німецьких ідеалістів Йоганна Фіхте, Фрідріха Шеллінга та Гегеля, хоча Бредлі був схильний применшувати свій вплив. 
У 1909 році Бредлі опублікував у журналі «Mind» есе під назвою «Про істину та когерентність» (передруковано в книзі «Нариси правди та реальності»). У есе критикується форма непомильного фундаменталізму в епістемології. Філософ Роберт Стерн стверджував, що в цій статті Бредлі захищає когерентність не як виправдання, а як критерій або тест на істину.